# GS Волопаса
GS Волопаса (лат. GS Boötis) — двойная затменная переменная звезда типа Алголя (EA) в созвездии Волопаса на расстоянии приблизительно 1430 световых лет (около 438 парсеков) от Солнца. Видимая звёздная величина звезды — от +12,01m до +11,35m. Орбитальный период — около 1,2568 суток.

## Характеристики
Первый компонент — жёлто-белая звезда спектрального класса F6V*. Радиус — около 1,73 солнечного, светимость — около 5,239 солнечных. Эффективная температура — около 6637 K.
Второй компонент — оранжевая звезда спектрального класса K. Эффективная температура — около 4410 K*.